# Volksbrausebad Ferdinandstraße

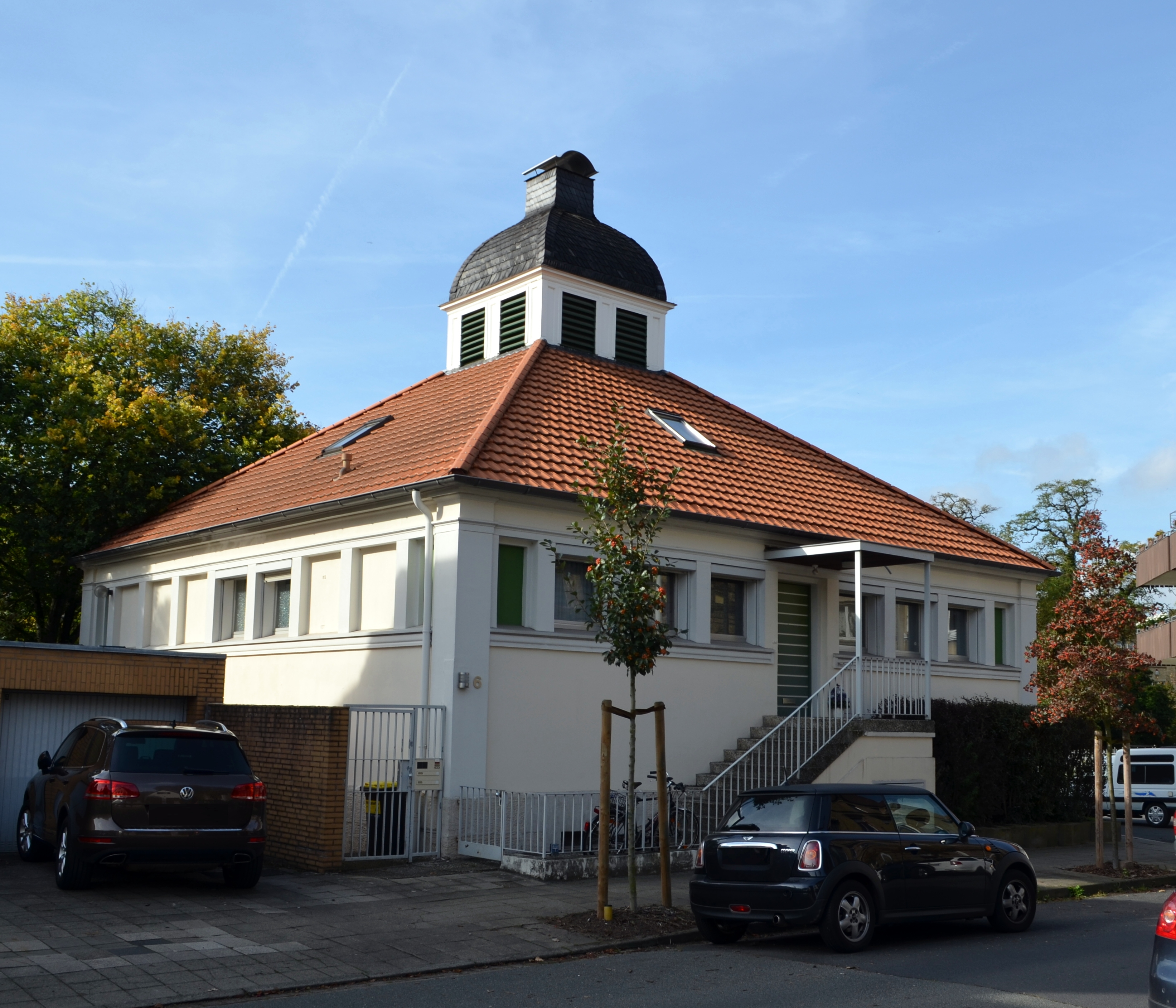
Das ehemalige „Volksbrausebad Ferdinandstraße“ von Südosten gesehen (2014).

Das Volksbrausebad Ferdinandstraße, auch Volksbrausebad Wilhelmitorwall, später Volksbad in der Ferdinandstraße in Braunschweig wurde am 16. August 1890 als erstes Volksbad seiner Art in der Stadt eröffnet. Die öffentliche Badeanstalt wurde bis 1969 betrieben und ist heute ein Wohnhaus.

## Geschichte

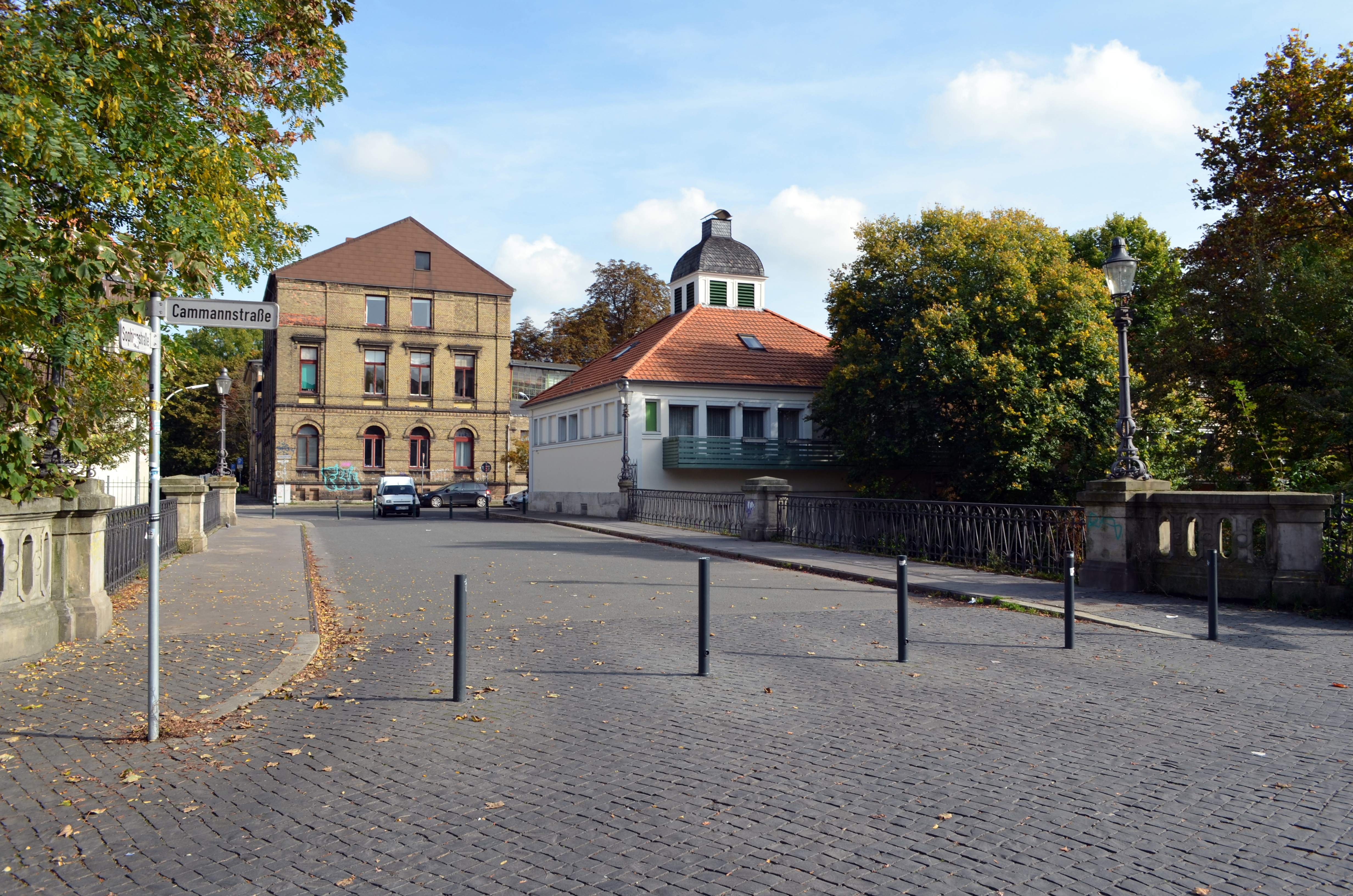
Die unmittelbare Umgebung des ehemaligen „Volksbrausebades Ferdinandstraße“: Das dunkle Gebäude im Hintergrund ist das Haus Ferdinandstraße 9, eines der ehemaligen Judenhäuser Braunschweigs. Im Vordergrund die Ferdinandbrücke.

### Vorgeschichte
Noch gegen Ende des 19. Jahrhunderts kam es in Deutschland wiederholt zu Pandemien verschiedener, teilweise tödlich endender Infektionskrankheiten, wie zum Beispiel der Cholera, auch in der Stadt und dem Herzogtum Braunschweig. Um die allgemeine Hygiene und damit die öffentliche Gesundheit in den durch die Industrielle Revolution stark gewachsenen und sich verdichtenden Ballungsräumen und Großstädten langfristig zu verbessern, wurden verschiedene Maßnahmen ergriffen. Da Badezimmer – auch im Bürgertum – größtenteils noch unbekannt und für die Arbeiterklasse ohnehin unerschwinglich waren, bestand eine Maßnahme darin, für die arbeitende Bevölkerung kostengünstige Einrichtungen zur Hygiene und Körperpflege sowie zur Entspannung zur Verfügung zu stellen. Derartige Einrichtungen befanden sich in der Regel in der Nähe der Industriearbeitsplätze, in deren Nähe sich wiederum die Wohnquartiere der Arbeiter und ihrer Familien befanden.

### Volksbäder in Braunschweig

Das Volksbrausebad auf einer Postkarte von 1901

Seitenansichten

Grundrisse

Bereits 1889 war das erste „Schulbrausebad“ der Stadt in der Bürgerschule Maschstraße eröffnet worden, 1892 gefolgt von einem zweiten in der Schule Sophienstraße. Auf Anregung des Braunschweiger Stadtverordneten Bruno Lange errichtete der Braunschweiger „Verein für das Wohl der arbeitenden Klassen“ das erste „Volksbrausebad“ der Stadt nach den Plänen des Braunschweiger Architekten Constantin Uhde und den Vorgaben des Mediziners Oskar Lassar im Pavillonstil. Die Innenausstattung stammte von der Firma Blochmann & Schulten. Die Baukosten in Höhe von 27.622,97 Mark für das Gebäude wurden vom Herzogtum und von der Stadt getragen. Das Grundstück wurde kostenlos zur Verfügung gestellt, es befindet sich direkt an der südwestlichen Okerumflut, an der Südostecke der Ferdinandbrücke, die die Ferdinandstraße mit der Ecke Cammannstraße/Sophienstraße verbindet. Betreiber des Volksbrausebades war der „Verein für das Wohl der arbeitenden Klassen“.
Das quadratische Gebäude hat eine Kantenlänge von 13 m und ist halbseitig zur Oker hin unterkellert. Im Erdgeschoss befanden sich die zwei voneinander getrennten und mit je einem separaten Eingang versehenen Abteilungen für Männer und für Frauen. Im Eingangsbereich waren die Kasse, der Wartebereich sowie Toiletten. In der Männerabteilung standen 15 Duschzellen (à 2,5 × 1,5 m mit Lattenfußboden) und zwei Badewannen zur Verfügung; bei den Frauen waren es sechs Duschen, eine Wanne und mehrere Sitzwannen. Das Gebäude hatte ein mit Schiefer gedecktes Dach in dessen Zentrum sich eine Laterne mit Jalousieverschlüssen auf jeder Seite zur Be- und Entlüftung des Bades befanden. Im Souterrain an der Oker waren alle technischen Geräte untergebracht, die für den Betrieb des Bades benötigt wurden: Ein Heizkessel für das warme Wasser und die Gebäudebeheizung, ein „Feuerluftheizapparat“, der unter anderem für den Schnelltrockenapparat für die Wäsche, insbesondere der zur Verfügung gestellten Badehandtücher, verwendet wurde sowie eine Heißmangel.
Die Badeanstalt war ein unmittelbarer wirtschaftlicher Erfolg, sodass bereits nach dem ersten Betriebsjahr geplant wurde, einen zweiten Heizkessel für den erhöhten Besucherandrang an Sonnabenden und Sonntagen einbauen zu lassen. An den anderen Wochentagen sollte dieser als Reservekessel eingesetzt werden. Ebenfalls befand sich zu diesem Zeitpunkt bereits das zweite Volksbad (in der Kaiserstraße) in der Planungsphase.
Bei der Eröffnung lagen die Preise, jeweils inklusive Badehandtuch und einem kleinen Stück Seife, bei 30 Pfennig für ein Wannen-, 20 für ein Sitz- und 10 für ein Brausebad. Die Nutzungszahlen waren für 1892: 45.443 Bäder, für 1893: 39.975 und für 1894: 40.178. In der Zeit während des und nach dem Ersten Weltkrieg konnten wegen Rohstoffmangels keine Handtücher und auch keine Seife ausgegeben werden. Beides war erst wieder ab dem 19. Oktober 1925 möglich. Für die Handtücher wurde eine Mark Pfand verlangt.

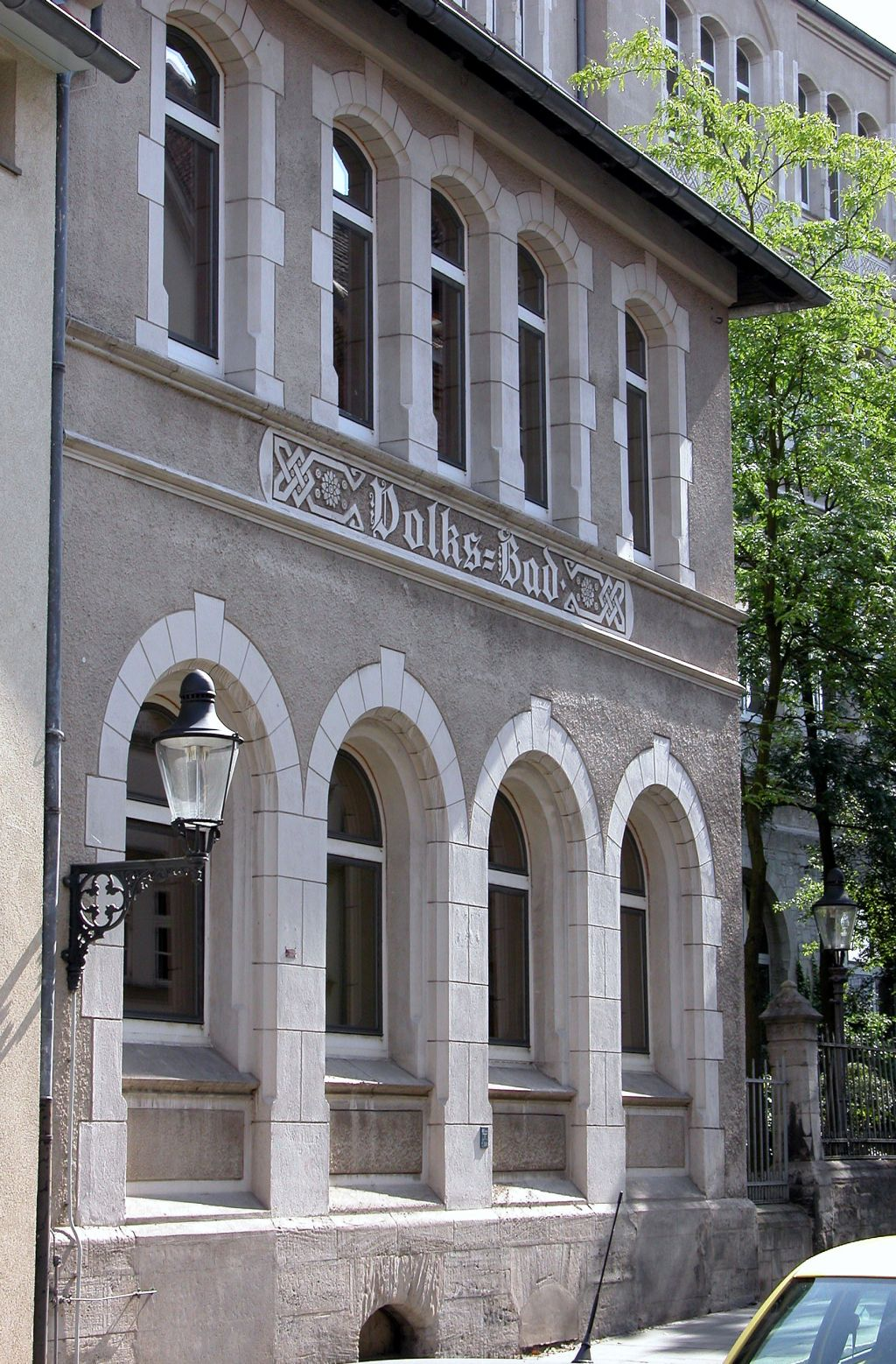
Ehemaliges Volksbad in der Ritterstraße 26a (im Hintergrund die Rückseite der Gaußschule, die das Gebäude vorübergehend nutzte). Wie die Schule wurde auch das Bad nach Plänen von Stadtbaurat Max Osterloh errichtet.

Die Einrichtung in der Ferdinandstraße 6 erfreute sich umgehend großer Beliebtheit und wurde lebhaft genutzt. Dies veranlasste Helene Vieweg, geb. Brockhaus (1835–1909), Witwe des Braunschweiger Verlegers Heinrich Vieweg, zu einer Schenkung von 30.000 Mark für die Errichtung eines zweiten Volksbades, das 1894/95 in der Kaiserstraße 37 (in der Neustadt) eröffnet wurde. Im Jahre 1903 wurde in der Ritterstraße 26a (im Magniviertel) das dritte und letzte „Volksbad“ in Braunschweig eröffnet. Bis zu Beginn des Ersten Weltkrieges waren die Öffnungszeiten 1914 für alle drei Volksbäder täglich von 8:00 bis 13:00 und von 15:00 bis 20:00. In der Zeit nach dem Ersten Weltkrieg stiegen die Besucherzahlen der Bäder, insbesondere an den Sonnabenden und Sonntagen, so stark an, dass die Badezeiten ab April 1925 abends um eine Stunde verlängert wurden. Aufgrund dieses Besucherandrangs war es nicht möglich, die Bäder in der verbleibenden Zeit ordnungsgemäß zu reinigen. Aus diesem Grunde blieben sie dafür nun an Montagvormittagen geschlossen; außerdem wurde am 1. Mai 1924 ein Hilfsbademeister zur Entlastung des Personals eingestellt.
Die Volksbäder Ferdinand- und Ritterstraße wurden beide 1969 geschlossen. Das Bad in der Kaiserstraße existierte seit der Zerstörung im Zweiten Weltkrieg nicht mehr. Die Gesamtbesucherzahl aller drei Bäder betrug 1925/26 185.671. Für das Jahr 1959 beliefen sich die Zahlen für die zwei verbliebenen Bäder auf 64.460 Besucher.
Das ehemalige Volksbrausebad Ferdinandstraße ist heute ein Wohnhaus.